# De Stip (Emmen)

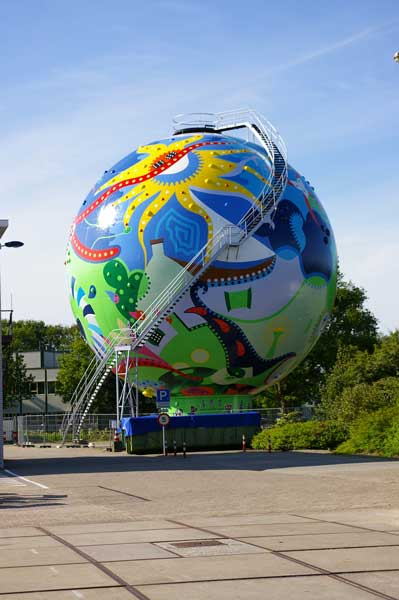
De Stip in Emmen

De Stip is een kunstwerk in Emmen. Het is ontworpen en beschilderd door het kunstenaarscollectief de toyisten. Het is een voormalig buffervat voor aardgas waarvan er in Europa maar twee bestaan. De toyisten hebben dit monumentaal industriële object beschilderd en er het thema leven met energie aan gekoppeld.

## Vooraf

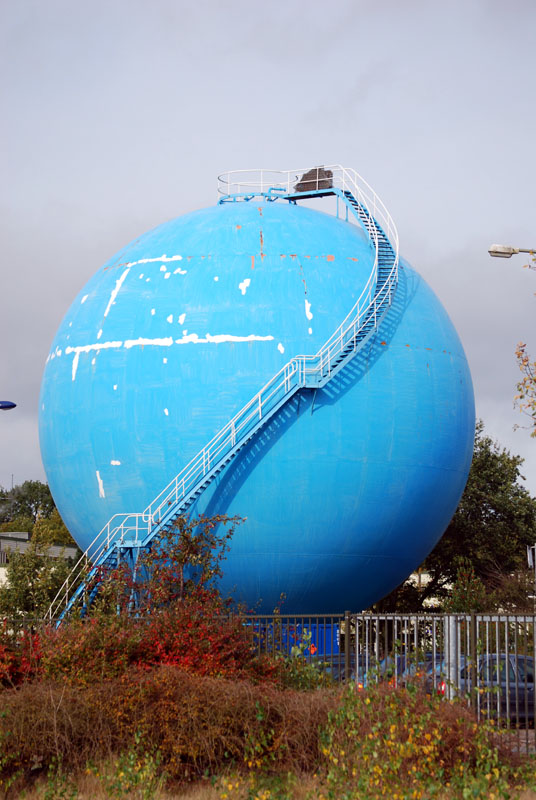
Voormalige gasbol

Toyist Dejo (grondlegger van het toyisme) kwam eind 1997 op het idee om de gasbol in zijn woonplaats Emmen te gaan beschilderen. Na de eerste gesprekken in 2005 met de eigenaar van de gasbol, energiebedrijf Essent (later Enexis), zou het nog tot 2008 duren voordat er daadwerkelijk zaken in gang konden worden gezet. Dit was mede te danken aan de oprichting van de stichting Living Industry, die zich bezighoudt met het hergebruik van industriële objecten en de herontwikkeling van bedrijventerreinen. Nadat de gemeente akkoord was gegaan met het project, werd er een steiger van 8 verdiepingen gebouwd rondom de 22 meter hoge gasbol. Op 27 juli 2009 konden de kunstenaars de steigers op en aan de slag.

## Transformatie
De transformatie van de eerst nog blauwe gasbol nam ruim 8 maanden in beslag, van eind juli 2009 tot de onthulling op 4 juni 2010, met een winterstop van 2 maanden. Met 17 toyisten uit binnen- en buitenland is er ruim 6000 uur aan gewerkt om de oppervlakte van 1250m² in meerdere lagen te beschilderen.

Toyisten aan het werk
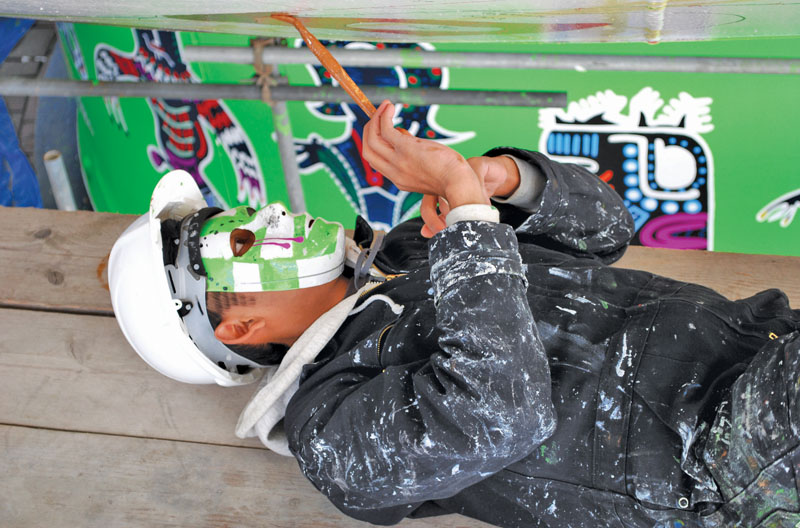
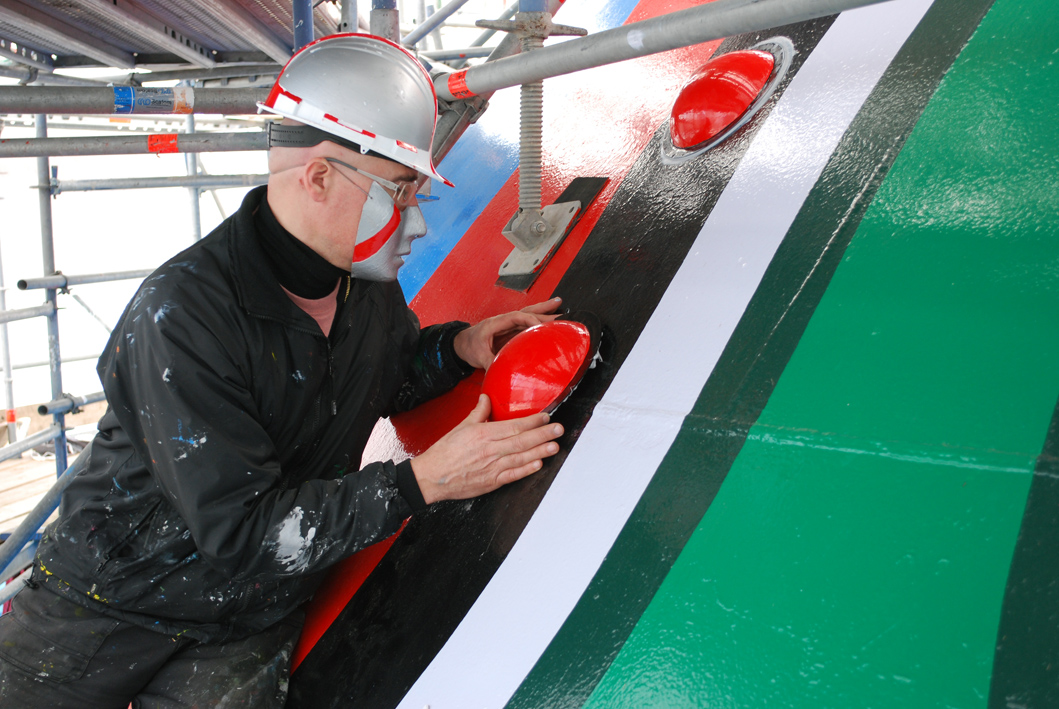
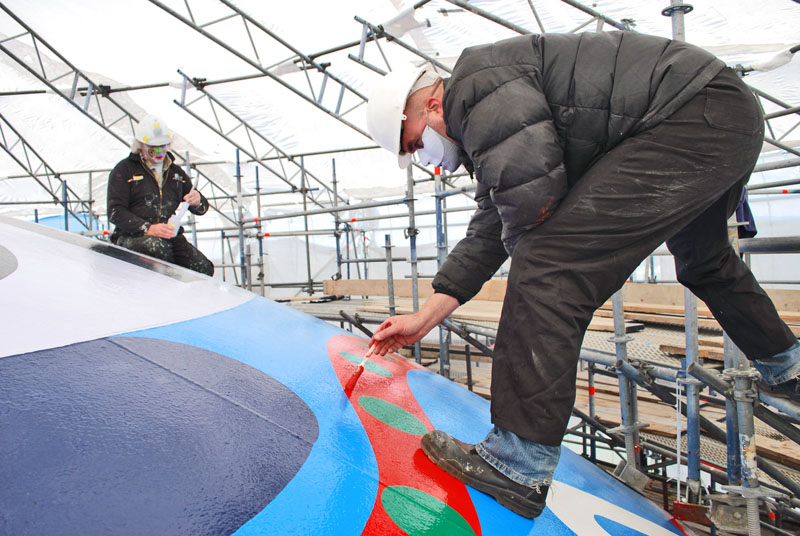
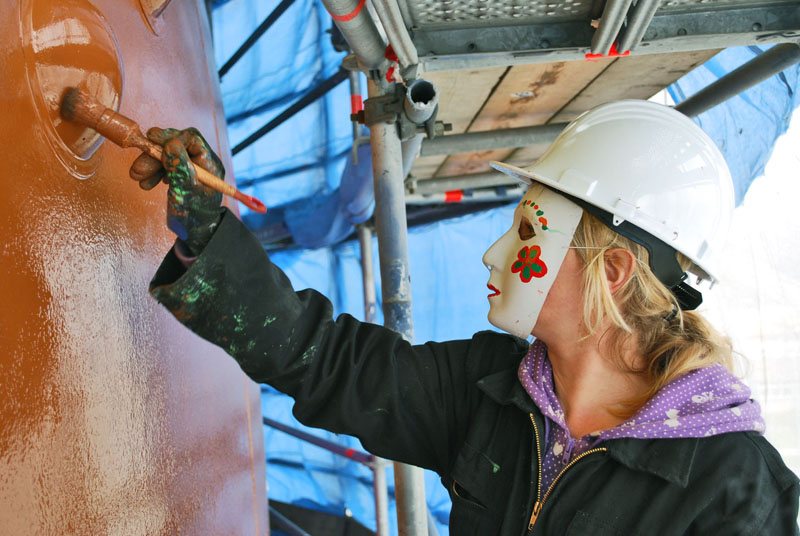
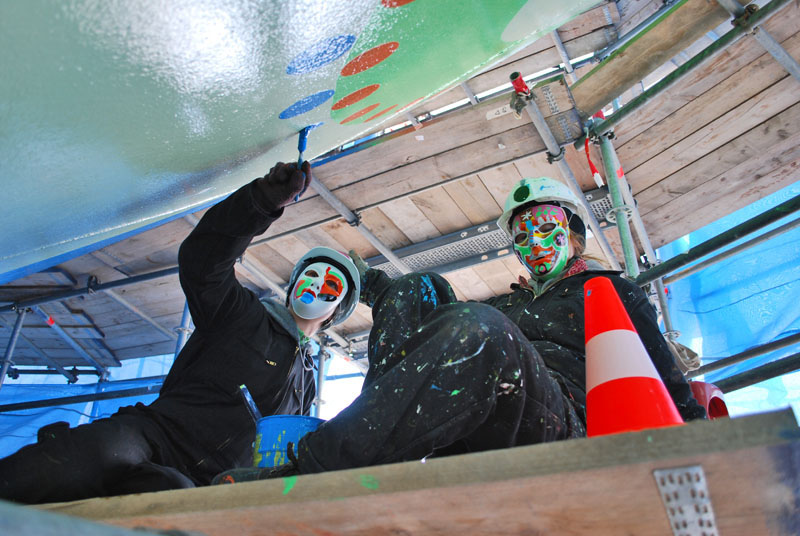

De onthulling
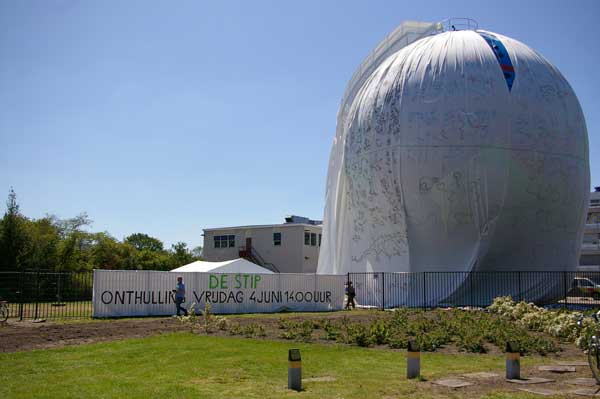
Het kunstwerk is nog ingepakt
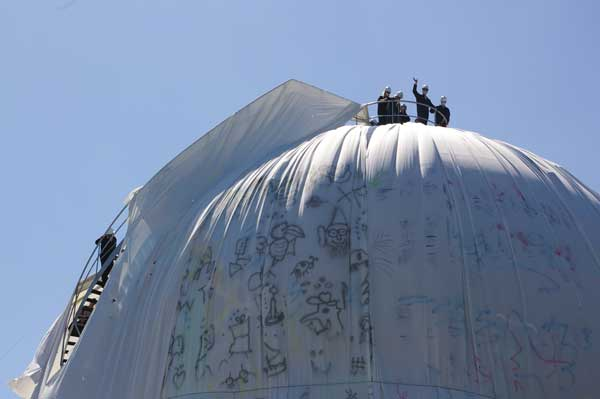
Toyisten staan bovenop
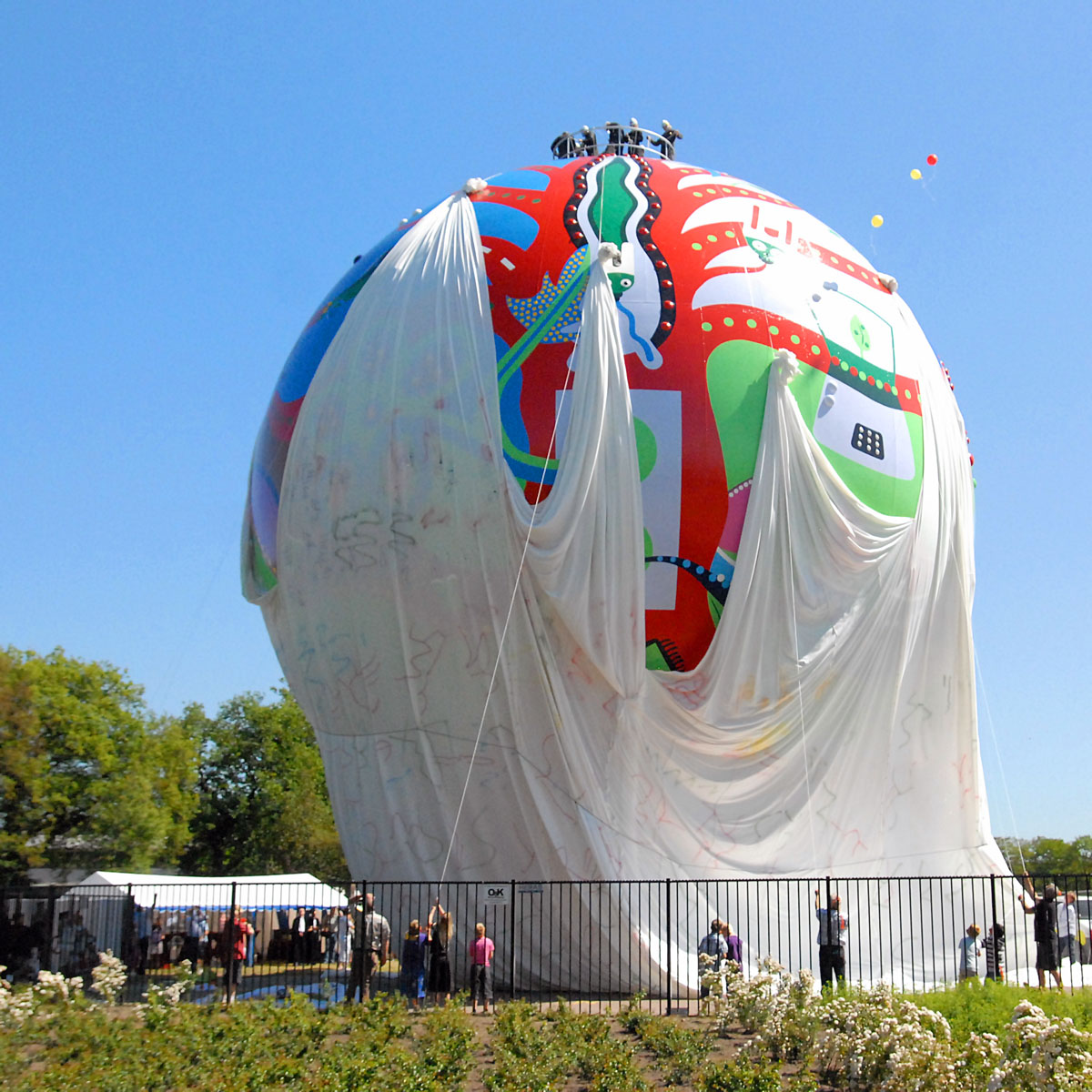
Het doek gaat naar beneden
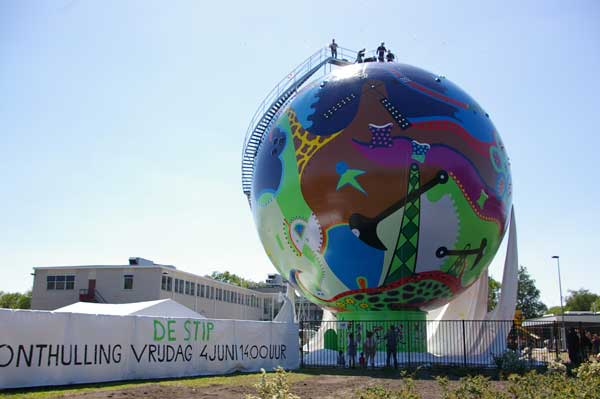
Het kunstwerk is onthuld
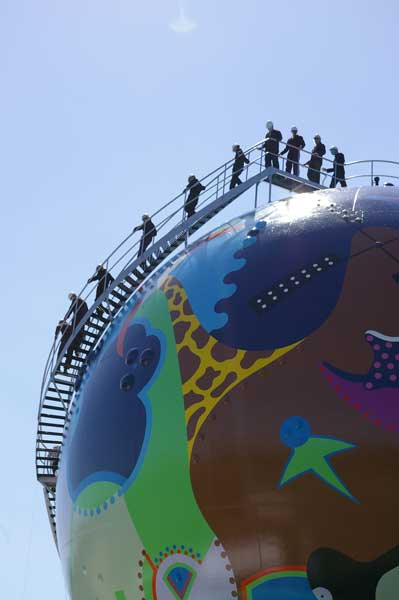
Toyisten komen weer naar beneden

## Thema
Het thema van dit kunstwerk is Leven met Energie. In figuratieve beeldtaal vertelt de beschildering het verhaal van de geschiedenis van de energiewinning. De provincie Drenthe, met haar rijke geschiedenis van energiewinning door middel van turf en veen, wordt ook verbeeld in het ontwerp. Centraal in de beschildering staat de (rode) boom als metafoor voor leven, energie, groei, ontwikkeling, verandering. Daarnaast zijn er vier deelontwerpen gebruikt die gebaseerd zijn op de vier hoofdelementen van het leven: aarde (grondstoffen energie), water (waterkracht), vuur (zonne-energie) en lucht (windenergie). In elk deelontwerp speelt de combinatie/tegenstelling van oude en nieuwe verschijningsvormen van energiewinning en/of -toepassing een rol. Daarnaast zijn in het hele ontwerp algemene toepassingen of houders van energie te zien. De zogenaamde spaarhazen en batterij-insecten zijn hier voorbeelden van.

## Toegankelijkheid

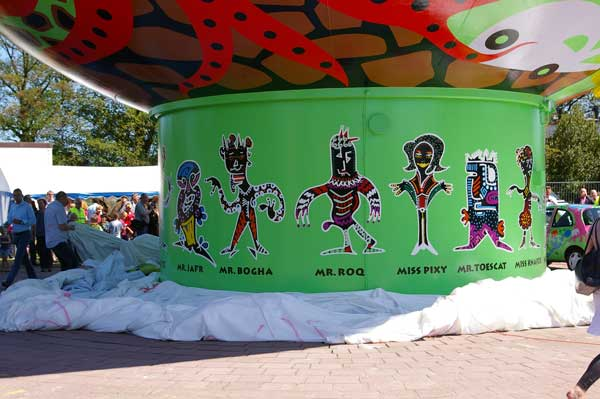
Poppetjes op de voet

De Stip staat aan de rand van het grootste bedrijventerrein van Noord-Nederland, Bargermeer, en is voor iedereen zichtbaar vanaf de Dordsestraat in Emmen, aan de overzijde van NHL Stenden Hogeschool. De voet van de Stip is toegankelijk voor het publiek en wordt regelmatig opengesteld. Hier binnen wordt de hele transformatie getoond aan de hand van ruim 400 foto’s en krantenartikelen. De originele maquette en het ontwerp in de vorm van een zeefdruk geven een overzicht van het geheel, dat door de omvang van het kunstwerk anders niet te bevatten is. Ook is hier de typische toyistenoutfit te zien: een zwarte overall, werkschoenen en een masker.

## Opknapbeurt
In 2014 bleek dat de verf van De Stip al begon af te bladderen. Door middel van een veiling op 10 april 2015, waarbij ook de originele maquette van De Stip onder de hamer ging, werd het laatste bedrag voor de restauratie bijeengebracht. De restauratie vond plaats tussen juni en augustus 2015. In hetzelfde jaar waren er geluiden om De Stip te verplaatsen naar de savanne van de voormalige dierentuin.